# Emile Butaye
Emile Lambert Cornelius Butaye (Proven, 7 april 1882 – Gent, 8 juli 1953) was een Belgisch volksvertegenwoordiger.

## Levensloop
Butaye was een zoon van de veldwachter César Butaye (1849-1931) en Leonie Declerck (1854-1913). Hij trouwde in 1905 met Zoé Decae, met wie hij een dochter kreeg. In juli 1902 studeerde hij af aan de normaalschool van Torhout. In het schooljaar 1903-1904 begon hij als onderwijzer aan de gemeenteschool van Watou.
Vanaf 1910 werd hij actief in de Vlaamse Beweging: hij schreef artikels in het weekblad 'De Poperingenaar' over de beweging en actuele problemen, hij was actief in het Davidsfonds en nam deel aan acties in Frans-Vlaanderen. In de periode 1926-1936 werkte hij ook mee aan het weekblad Ons Vaderland.
Tijdens de Eerste Wereldoorlog was Butaye vanaf 1916 brancardier. Hij leed achteraf aan de gevolgen van een gasaanval. In 1920 werd hij landmeter en lesgever in het agrarisch avondonderwijs. Hij begon ook met dienstbetoon voor oud-strijders, oorlogsinvaliden en nabestaanden van gesneuvelden uit zijn streek. Hij stichtte in Watou een afdeling van het Verbond der Vlaamse Oud-strijders en van de eigen muziekvereniging van dit Verbond. Met leden van de vereniging nam hij veelvuldig deel aan de onthullingen van gedenktekens voor de gesneuvelden van de Eerste Wereldoorlog en aan ophefmakende oud-strijdersbetogingen zoals het bestormen van het Parlement in juli 1920 en de Ieperse Furie in 1925. In 1929 organiseerde hij in Watou een huldiging voor de pas vrijgelaten activist August Borms.
In 1921 werd hij verkozen tot gemeenteraadslid in Watou, wat hij bleef tot in 1946. In 1921 werd hij eveneens verkozen tot volksvertegenwoordiger; eerst voor de Frontpartij en vervolgens voor het VNV. Hij vervulde dit mandaat tot aan zijn afzetting na de Bevrijding in 1944. Butaye was de meest populaire onder de Vlaams-nationalistische verkozenen in West-Vlaanderen, vooral dankzij zijn groot dienstbetoon, en bij alle verkiezingen haalden de Vlaams-nationalisten in het arrondissement Ieper het hoogste stempercentage van alle Vlaamse arrondissementen. In de Kamer handelden zijn meeste politieke toespraken over de problemen van de seizoenarbeiders in Frankrijk, de oud-strijders, de gepensioneerden, de landbouwers en de hoptelers.
Butaye was geen redenaar en evenmin een politiek denker. Hij bemoeide zich amper met de ideologische discussies binnen de West-Vlaamse nationalisten. Tijdens de Tweede Wereldoorlog bleef hij lid van het VNV, maar hield hij zich evenmin bezig met de ideologische discussies binnen de partij, waardoor hij geen noemenswaardige rol speelde in de collaboratie. Na de Tweede Wereldoorlog werd Butaye gearresteerd, waarna hij werd opgesloten in het kamp van Sint-Kruis. Begin 1945 werd hij vrijgelaten, zonder veroordeling. Hij moest wel het arrondissement Ieper verlaten, waarna hij zich in Gent vestigde.
Aan het gemeentehuis van Watou werd in 1983 een gedenkplaat ter zijner nagedachtenis aangebracht.